# Sårbar
Sårbar (VU) (engelsk: Vulnerable) er en term som anvendes inden for rødlistning af arter.
En art tilhører kategorien "sårbar", hvis den hverken opfylder kriterierne for at være "kritisk truet" (CR) eller "truet" (EN), men når der alligevel er en stor risiko for, at den vil uddø i vild tilstand på længere sigt. 
For eksempel, se Kategori:IUCN Rødliste - sårbare arter